# EHD1
La proteína 1 que contiene el dominio EH, también conocida como testilina u homólogo 1 de PAST ( PAST1 ), es una proteína que en los seres humanos está codificada por el gen EHD1  pertenece a la familia de proteínas EHD . 

## Función
Este gen pertenece a una familia de genes altamente conservada que codifica proteínas que contienen el dominio de homología EPS15 (EH). El dominio EH de unión a proteínas se observó por primera vez en EPS15, un sustrato para el receptor del factor de crecimiento epidérmico. Se ha demostrado que el dominio EH es un motivo importante en proteínas implicadas en interacciones proteína-proteína y en clasificación intracelular. Se cree que la proteína codificada por este gen juega una papel en la endocitosis de los receptores de IGF1.

## Interacciones
Se ha demostrado que EHD1 interactúa con el receptor del factor de crecimiento 1 similar a la insulina y SNAP29 .  